# Kobylany (powiat radomski)
Kobylany – wieś w Polsce położona w województwie mazowieckim, w powiecie radomskim, w gminie Skaryszew. Ma status sołectwa. Graniczy ze Skaryszewem i Wymysłowem. Większość mieszkańców utrzymuje się z rolnictwa lub pracy w sklepach w Skaryszewie.

## Integralne części wsi
| SIMC    | Nazwa          | Rodzaj    |
| ------- | -------------- | --------- |
| 1055440 | Kamienie       | część wsi |
| 0637051 | Kobylany-Górki | część wsi |

## Historia
Były wsią poddaną klasztoru benedyktynów sieciechowskich w województwie sandomierskim w ostatniej ćwierci XVI wieku. W latach 1975–1998 miejscowość należała administracyjnie do województwa radomskiego.
Wierni Kościoła rzymskokatolickiego należą do parafii św. Jakuba Apostoła w Skaryszewie.

## Galeria

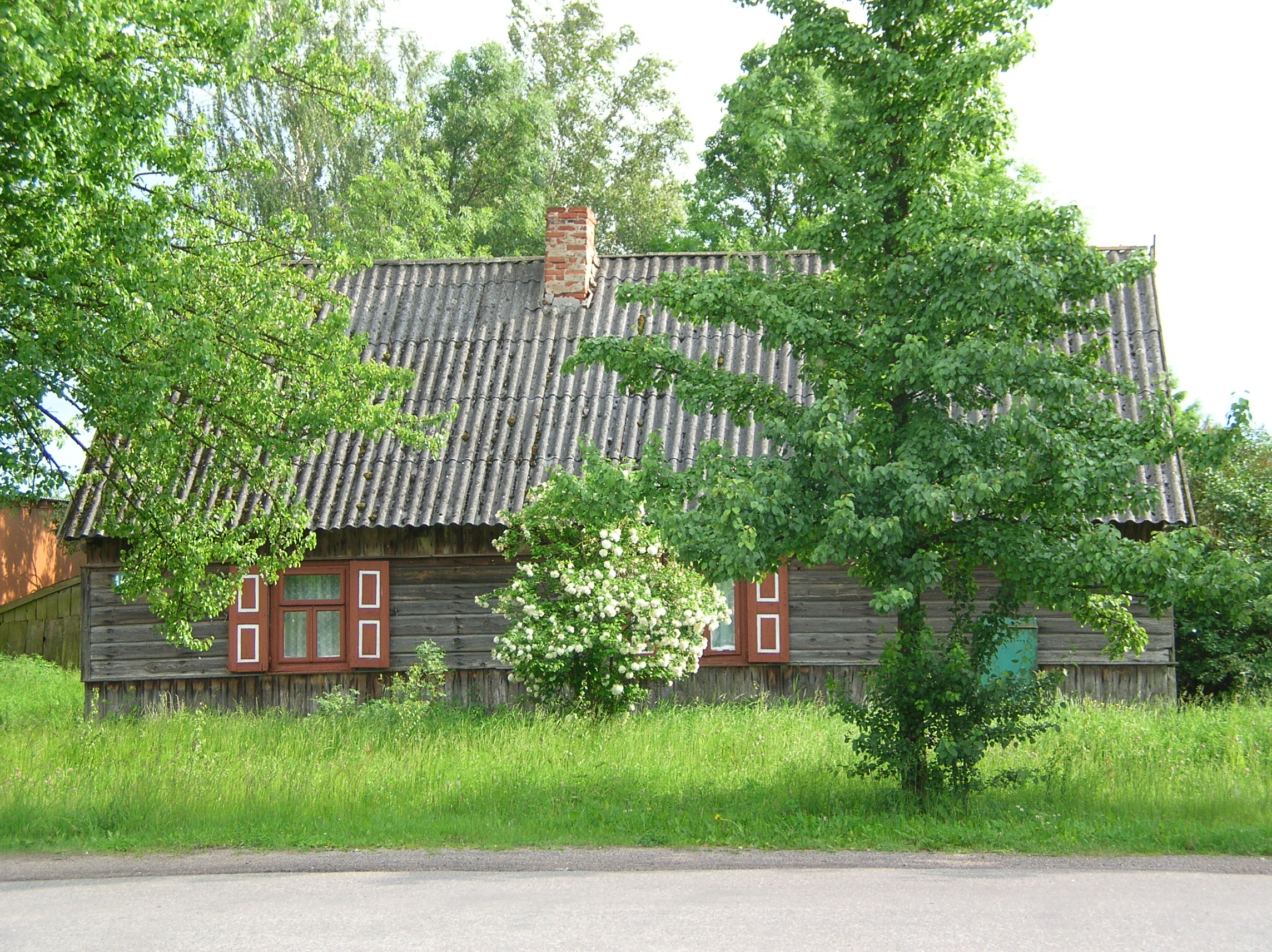
Chata w Kobylanach
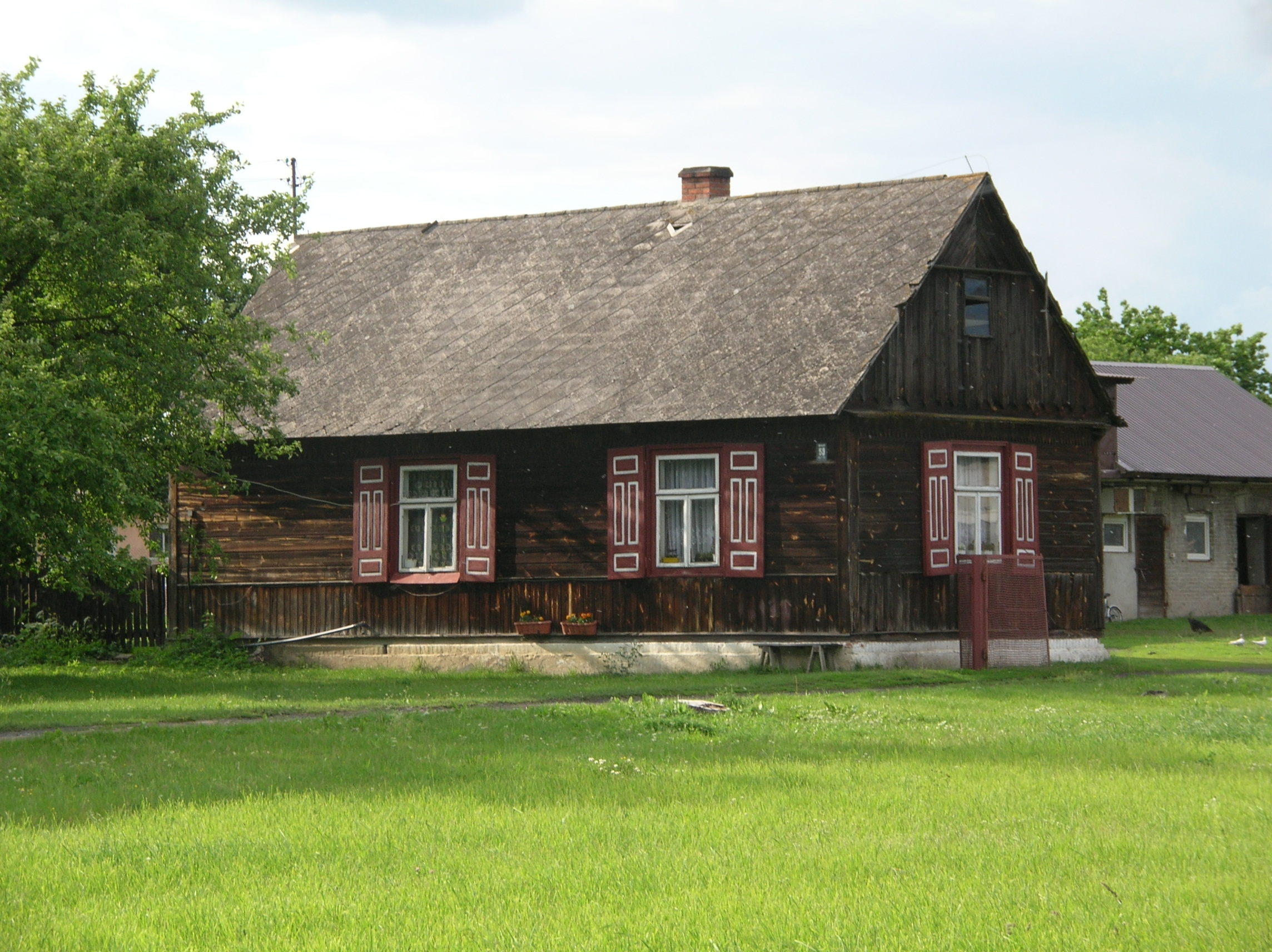
Chata w Kobylanach
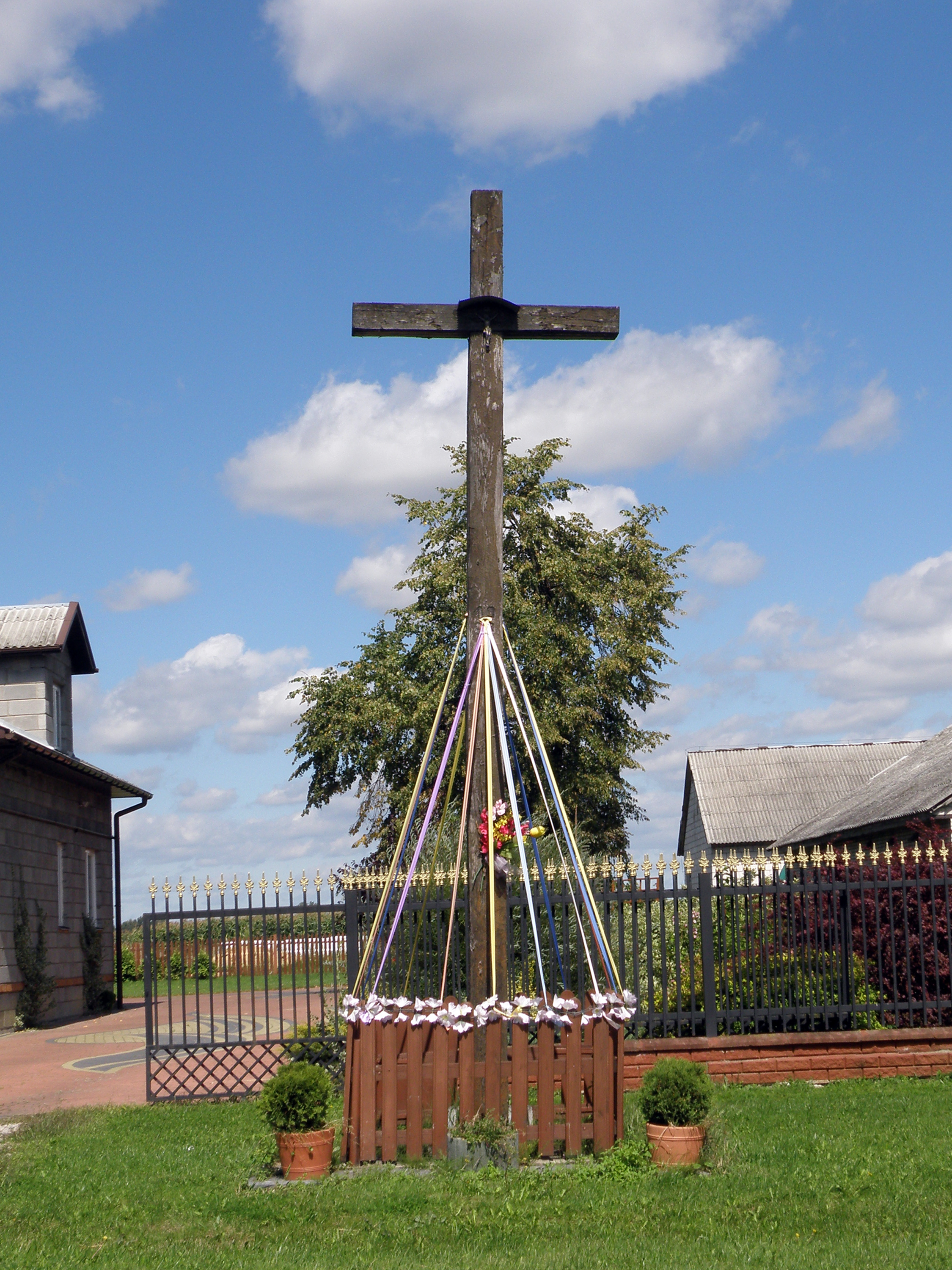
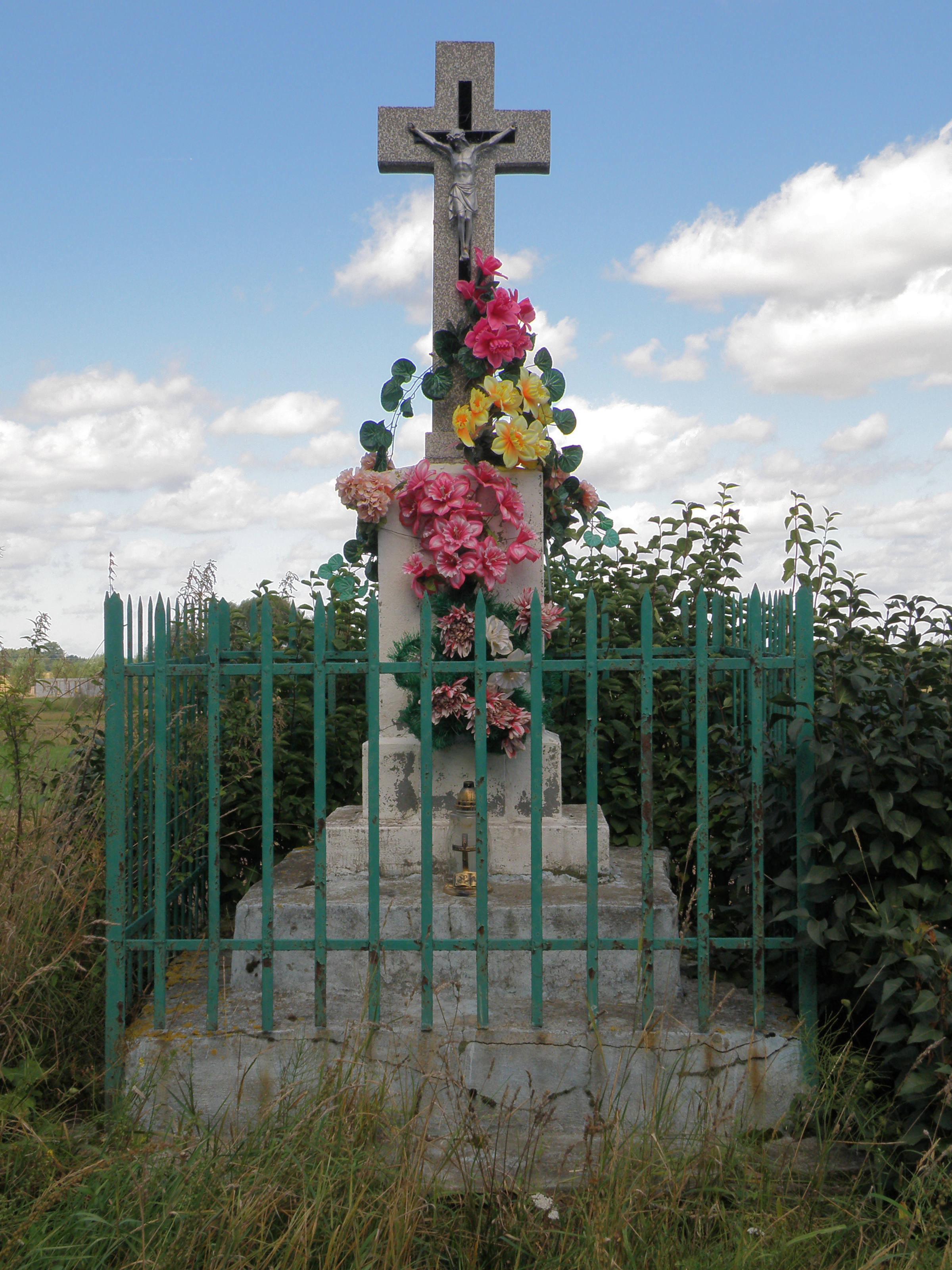